# Сан-Брас (Алагоас)
Сан-Брас (порт. São Brás) — муниципалитет в Бразилии, входит в штат Алагоас. Составная часть мезорегиона Сельскохозяйственный район штата Алагоас. Входит в экономико-статистический микрорегион Трайпу.